# 7A busz (Kaposvár)
A kaposvári 7A jelzésű busz a Belváros és a Kométa húskombinát között közlekedett, a 7-es busz vonalán. 2012-ben szűnt meg. A buszvonalat a Kaposvári Tömegközlekedési Zrt. üzemeltette.

## Útvonal
A táblázatban az autóbusz-állomásról induló irány látható.
| Útvonal                |
| ---------------------- |
| Helyi autóbusz-állomás |
| Fő utca                |
| Pécsi út               |

## Megállóhelyek
A táblázatban a megállók az állomásról induló irány szerint vannak felsorolva.
| Megálló                | Össz. km (oda) | Össz. idő (oda) | Össz. km (vissza) | Össz. idő (vissza) | Átszállási lehetőség                                                            | A közelben található |
| ---------------------- | -------------- | --------------- | ----------------- | ------------------ | ------------------------------------------------------------------------------- | --- |
| Helyi autóbusz-állomás | 0              | 0               | 3,1               | 10                 | 1, 3, 4, 5, 6, 7, 8, 8B, 8E, 8Y, 9, 10, 11, 11Y, 12, 13, 14, 15, 18, 31, 81, 91 | Polgármesteri Hivatal, Járási Hivatal, Szivárvány Kultúrpalota, Corso Bevásárlóközpont, Retro Club, Somogy Áruház, Rippl-Rónai Múzeum, Somogy Megyei Levéltár, Somogy Megyei Önkormányzat, Távolsági autóbusz-állomás, Rendelőintézet, Szarvas Üzletház, Vasútállomás |
| Vasútállomás           | 0,7            | 2               | -                 | -                  | 6, 7, 8, 8B, 8E, 8Y, 9, 10, 18, 81, 91                                          | Vasútállomás, Posta, Csiky Gergely Színház, TIT, Magyar Államkincstár, SZÜV-székház, Somogyterv Irodaház, KSH, Nagypiac |
| Fő u. 48.              | 1,2            | 4               | -                 | -                  | 7, 8, 8B, 8E, 8Y, 9, 10, 18, 81, 91                                             | Kodály Zoltán Központi Általános Iskola; Munkaügyi Központ, Kereskedelmi és Iparkamara; Dél-Dunántúli Regionális Fejlesztési Ügynökség; Zichy Mihály Iparművészeti, Ruhaipari Szakképző Iskola és Kollégium |
| Fő u. 37-39.           | -              | -               | 2,5               | 6                  | 7, 8, 8B, 8E, 8Y, 9, 10, 12, 18, 81, 91                                         | Kaposvári Ruhagyár Rt. egykori épülete, Kodály Zoltán Központi Általános Iskola, Munkaügyi Központ, Hotel Dorottya****, Corso Étterem, OTP Igazgatóság, Somogy Megyei Kormányhivatal, Somogy TV, Magyar Nemzeti Bank egykori székháza, Bevándorlási és Állampolgársági Hivatal, Táncsics Mihály Gimnázium, Főposta (Postapalota), Országos Egészségbiztosítási Pénztár, Óvoda, Agóra - Együd Árpád Kulturális Központ, Takáts Gyula Megyei és Városi Könyvtár |
| Hársfa utca            | 1,5            | 5               | 2,1               | 5                  | 7, 8, 8B, 8E, 8Y, 9, 18, 81, 91                                                 | Kaposi Mór Oktató Kórház, Kaposvári Nyomda, Rippl-Rónai József Közlekedési Szakképző Iskola és Kollégium |
| Hősök temploma         | 2,1            | 6               | 1,4               | 1                  | 7, 8, 8B, 8E, 8Y, 18, 27, 81                                                    | Hősök temploma, Keleti temető, Zsidó temető, Rákóczi Stadion, Kaposvári malom, Kaposvári cukorgyár, ÉDOSZ Művelődési Ház, Orvosi rendelők, Óvoda, Posta, Delta udvar |
| Gyár utca              | 2,5            | 7               | 1,1               | 3                  | 7                                                                               | Magyar Cukor Zrt. cukorgyára |
| Pécsi úti iskola       | 2,8            | 9               | 0,7               | 2                  | 7, 27                                                                           | Pécsi Úti Általános Iskola |
| Kométa, forduló        | 3,3            | 10              | 0                 | 0                  | 7, 27                                                                           | Kométa húskombinát, Kaposszentjakab vasútállomás |